# Loxian
Loxian er et kunstsprog og alfabet skabt af den irske digter og tekstforfatter Roma Ryan. Hun er kendt for sit lange samarbejde med den irske singer-songwriter Enya, og Ryan skabte Loxian til produktionen af Enya sjette studiealbum, Amarantine (2005), med inspiration fra Tolkiens elviske sprog.

## Baggrund
Under indspilningerne af nummeret "Water Shows the Hidden Heart" til Amarantine havde Enya sunget teksten på engelsk, irsk og latin, men hun mente ikke at nogle af sprogene var gode nok til at få sangen budskab frem på en ordentlig måde. Ryan skrev herefter det første udtryk på loxian der udtalt på engelsk var "Syoombraya". Efter Enya sang det var hun tilfreds, og Ryan udviklede sproget yderligere, der blev blev brugt på to andre sange på  Amarantine; "Less Than a Pearl" og "The River Sings". I albumnoterne til opsamlingsalbummet The Very Best of Enya (2009), stod der "det har været en virkeligt unik rejse ... vi har rest fra Aldebaran, nummeret der fortæller om kelternes fremtidig migrering i rummet til tre sange på loxian; Amarantine, der blev født på Aldebaran". Enya indspillede "Aldebaran" og udgav nummeret på hendes debutalbum Enya (1987).
Sproget blev brugt anden gang i to sange på Enyas album Dark Sky Island (2015), der begge havde et "intergalaktisk" tema i titlen - "The Forge of The Angels" og "The Loxian Gate". Fortællingen i disse sange skulle fortsætte det futuristiske narrativ som loxian bruges til.